# Biendorf (Mecklenburg)
Biendorf ist eine Gemeinde im Landkreis Rostock in Mecklenburg-Vorpommern (Deutschland). Sie wird vom Amt Neubukow-Salzhaff mit Sitz in der Stadt Neubukow verwaltet.

## Geografie
Die Gemeinde Biendorf liegt zwischen den vier Städten Neubukow, Kröpelin, Kühlungsborn und Rerik etwa 10 km von der Ostseeküste im Norden und vom Salzhaff im Westen entfernt. Das Gemeindegebiet liegt auf einer durchschnittlichen Höhe von 30 m über NN. Südlich des Ortes Biendorf liegt der ca. 6 ha große See Neues Torfmoor. Durch die Orte Jörnstorf und Westenbrügge fließt der Hellbach. Auf dem Gemeindegebiet finden sich zwei größere Waldgebiete, die Biendorfer Tannen mit 156 ha und östlich von Westenbrügge das Westenbrügger Holz mit ca. 200 ha.
Umgeben wird Biendorf von den Nachbargemeinden Bastorf im Nordwesten und Norden, Kröpelin im Osten, Carinerland im Süden, Neubukow im Südwesten sowie Rerik im Westen und Nordwesten.

### Ortsteile
Zur Gemeinde Biendorf gehören die Ortsteile Biendorf, Büttelkow, Gersdorf, Dorf Jörnstorf, Hof Jörnstorf, Körchow, Lehnenhof, Parchow, Sandhagen, Uhlenbrook, Westenbrügge und Wischuer.

## Geschichte

### Eingemeindungen
Wischuer wurde am 1. Juli 1950 nach Büttelkow eingegliedert. Büttelkow, Gersdorf und Sandhagen bildeten am 8. September 1966 die neue Gemeinde Biendorf. Jörnstorf gehört seit dem 1. Juli 1998 zu Biendorf. Westenbrügge wurde am 13. Juni 2004 eingegliedert.

### Geschichte der Ortsteile
Gersdorf wird in einer Urkunde (Mecklenburgisches Urkundenbuch. 122) aus dem Jahr 1177 zum Zehntverleih des Klosters Doberan als Germari (Dorf des Jaromar) erwähnt. Dies entwickelte sich über Germarsdorf zum heutigen Gersdorf. Gersdorf hatte längere Zeit bürgerliche Gutsbesitzer, die Familie Pauly, denen auch Gut Friedrichsdorf im Amt Wismar gehörte. Eigentümer war u. a. Wilhelm Pauly, dann seine Witwe Luise Pauly, geb. Ihlefeld. Sie über gab den Besitz ihrer Tochter Marianne Pauly (1863–1945), verheiratet mit dem späteren Oberst Georg von Bodecker (1852–1936), der vor Ort als Verwalter agierte.
Hof Jörnstorf wurde urkundlich 1219 erstmals erwähnt, als es als villa jordanis (Haus eines Ritters Jordan) in den Besitz  Klosters Sonnenkamp gelangte.
Parchow war von 1211 bis 1219 Besitz eines Klosters. Das spätere Gut gehörte u. a. den Familien von Herzberg (vor 1782), von Bassewitz (1787), von Plessen (1803–1812), Warnke (1821–1840) und von Storch (1816–1945). Zeitweilig wurde es um 1928 von einer Gutsherrin, Marie Luise von Storch geborene von Plüskow, als Pächterin für die von Storch`sche Erben geleitet und war 377 ha groß. Danach wurde Parchow bis 1991 von der LPG bewirtschaftet. Das zweigeschossige, neunachsige Gutshaus ist eine Ruine. Heute führt die Familie von Storch wieder einen Betrieb im Ort.
Westenbrügge wurde als deutsche Ostsiedlung gegründet und erstmals 1318 urkundlich erwähnt. Eine Brücke über den Hellbach steht für den Namen. Die spätgotische Kirche Westenbrügge aus Backstein stammt aus dem 14. Jahrhundert; das  klassizistische Herrenhaus von 1696.

## Politik

### Gemeindevertretung und Bürgermeister
Der Gemeinderat besteht (inkl. Bürgermeisterin) aus 11 Mitgliedern. Die Wahl zum Gemeinderat am 26. Mai 2019 hatte folgende Ergebnisse:
| Partei/Bewerber             | Prozent | Sitze |
| --------------------------- | ------- | ----- |
| Wählergemeinschaft Biendorf | 92,03   | 9     |
| Einzelbewerber Offenborn    | 7,97    | 1     |

Bürgermeisterin der Gemeinde ist Peggy Freyler, sie wurde mit 71,54 % der Stimmen gewählt.

## Sehenswürdigkeiten
- Die gotische Dorfkirche Biendorf ist ein flachgedeckter Feldsteinbau unter Verwendung von Backstein von 1300 mit rechteckigem Chor und verbrettertem Turm. Die Kanzel stammt von 1665. 1907 und ab 2002 wurde die Kirche umfassend saniert.

Die erste Erwähnung eines Pfarrers erfolgte um 1324. Seit dem 13. Jahrhundert war Biendorf im Besitz des Schweriner Domkapitels und ab 1550 stand die Kirche unter dem Patronat des Landes Mecklenburg. Von 1770 bis 1773 gehörte die Pfarre Biendorf zu Russow, 1777 bis 1850 zu Brunshaupten, heute ein Teil von Kühlungsborn. Im Juni 1776 brannten die Pfarrgebäude nieder, alle Kirchenbücher gingen dabei verloren.
- Die spätgotische, einschiffige Kirche Westenbrügge aus Backstein hat ein dreijochiges, kreuzrippengewölbtes Langhaus und einen Chor mit Fünfachtelschluss.
- Das Herrenhaus Büttelkow ist ein zweigeschossiger, elfachsiger Putzbau mit einem dreigeschossigen Mittelrisalit und Mansarddach, es wurde 1912 nach Plänen von Paul Korff errichtet.
- Das Herrenhaus Körchow wurde 1822 nach Plänen von Carl Theodor Severin als eingeschossiger Putzbau mit Mansarddach im Empire-Stil errichtet. Es folgten mehrere Umbauten. Das Gut befand sich im Besitz der Familien von Bülow, Danner, von Boye (1753–1775), von Bülow und Lent (1932–1945). Nach 1945 diente es als Wohnhaus, nach 1990 kam es in Privatbesitz und wurde saniert.
- Neugotisches Herrenhaus Gersdorf, erbaut 1868
- Herrenhaus Lehnenhof mit Park, erbaut 1912–1913 nach Entwurf von Paul Korff
- Ruine des Herrenhauses Parchow
- Klassizistisches Herrenhaus Westenbrügge, erbaut um 1840

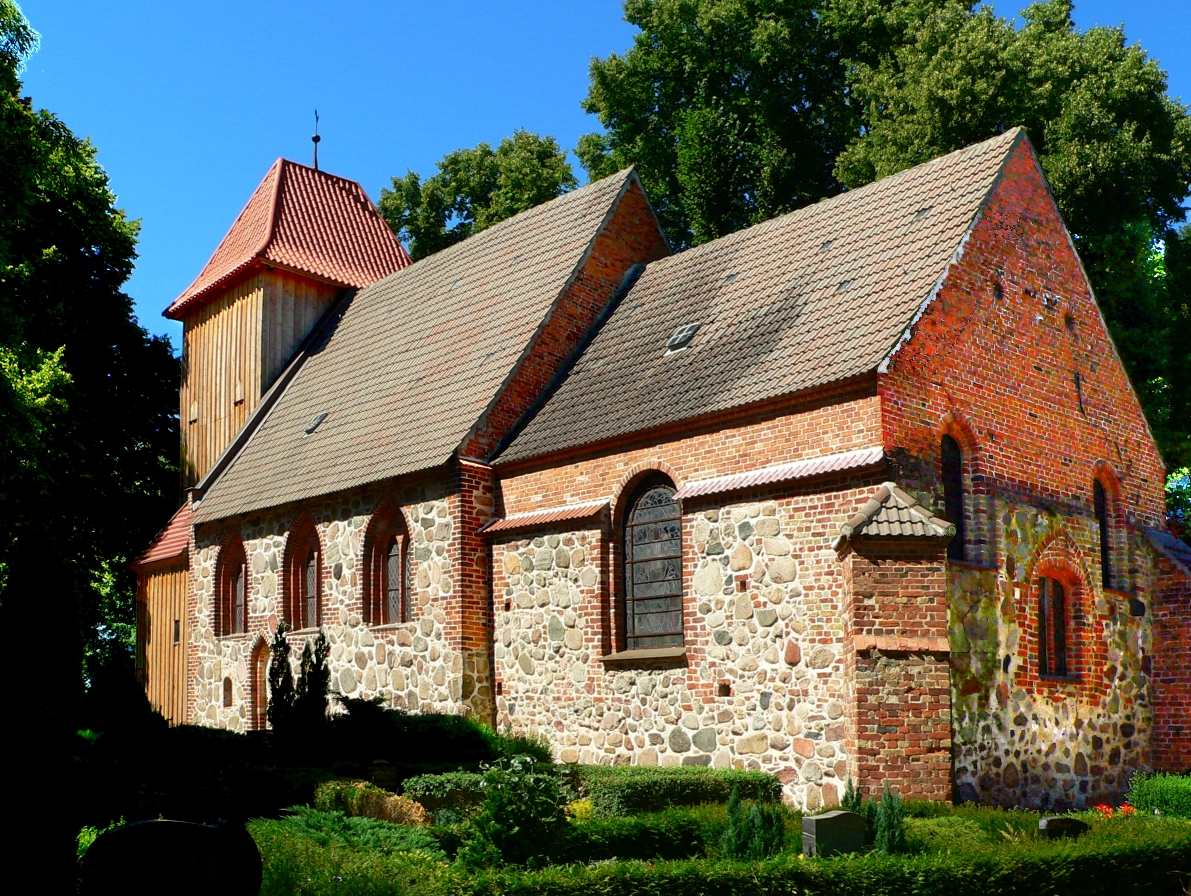
Dorfkirche Biendorf
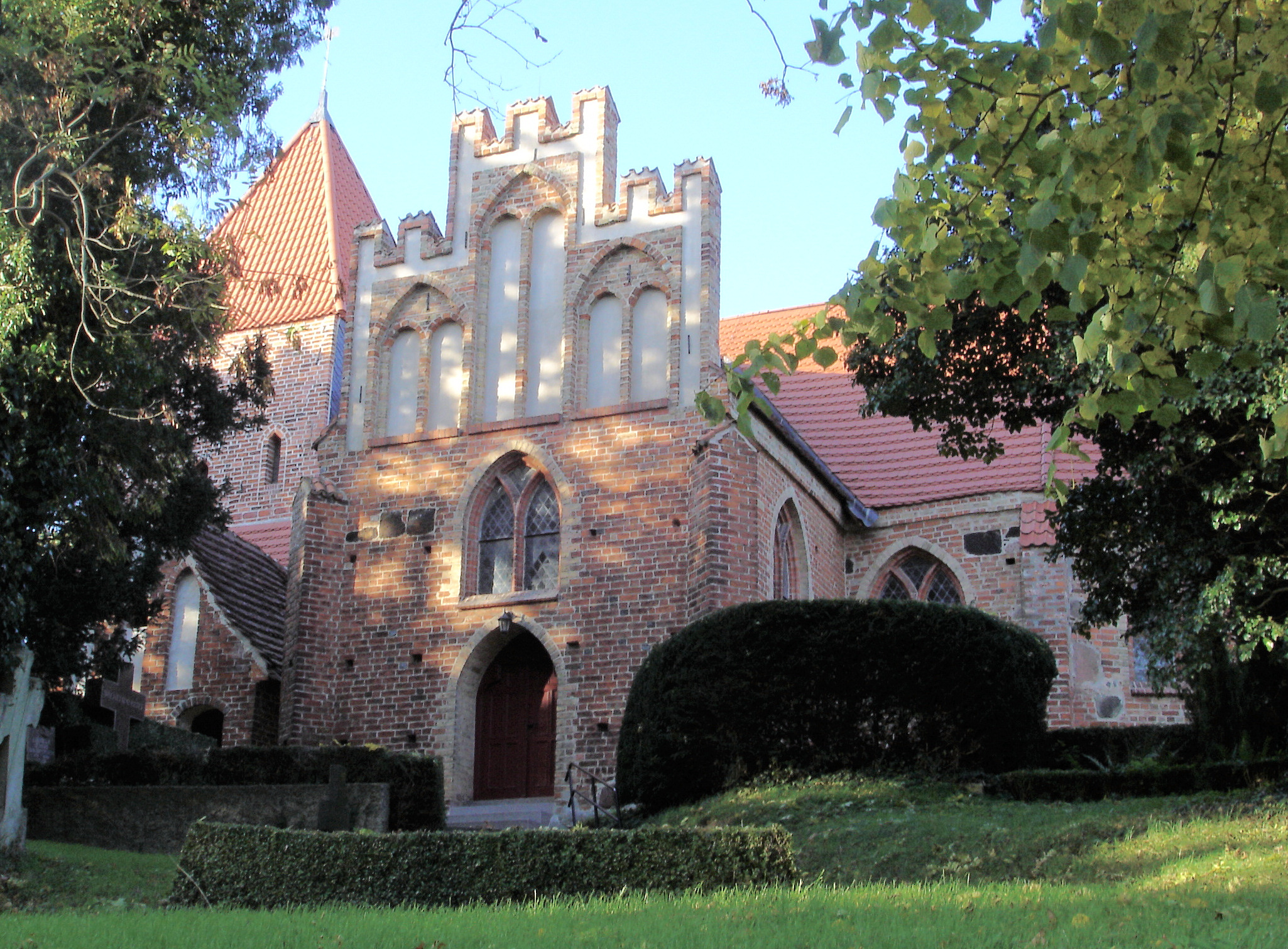
Kirche Westenbrügge
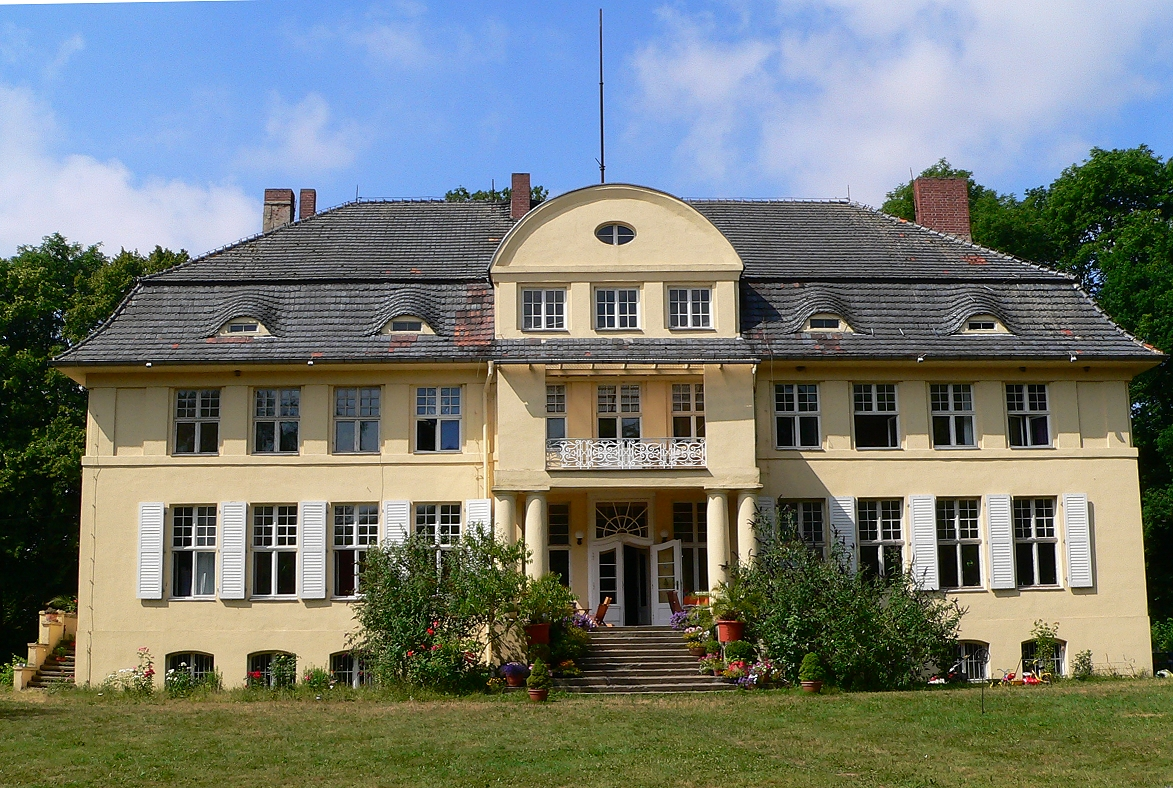
Herrenhaus Büttelkow
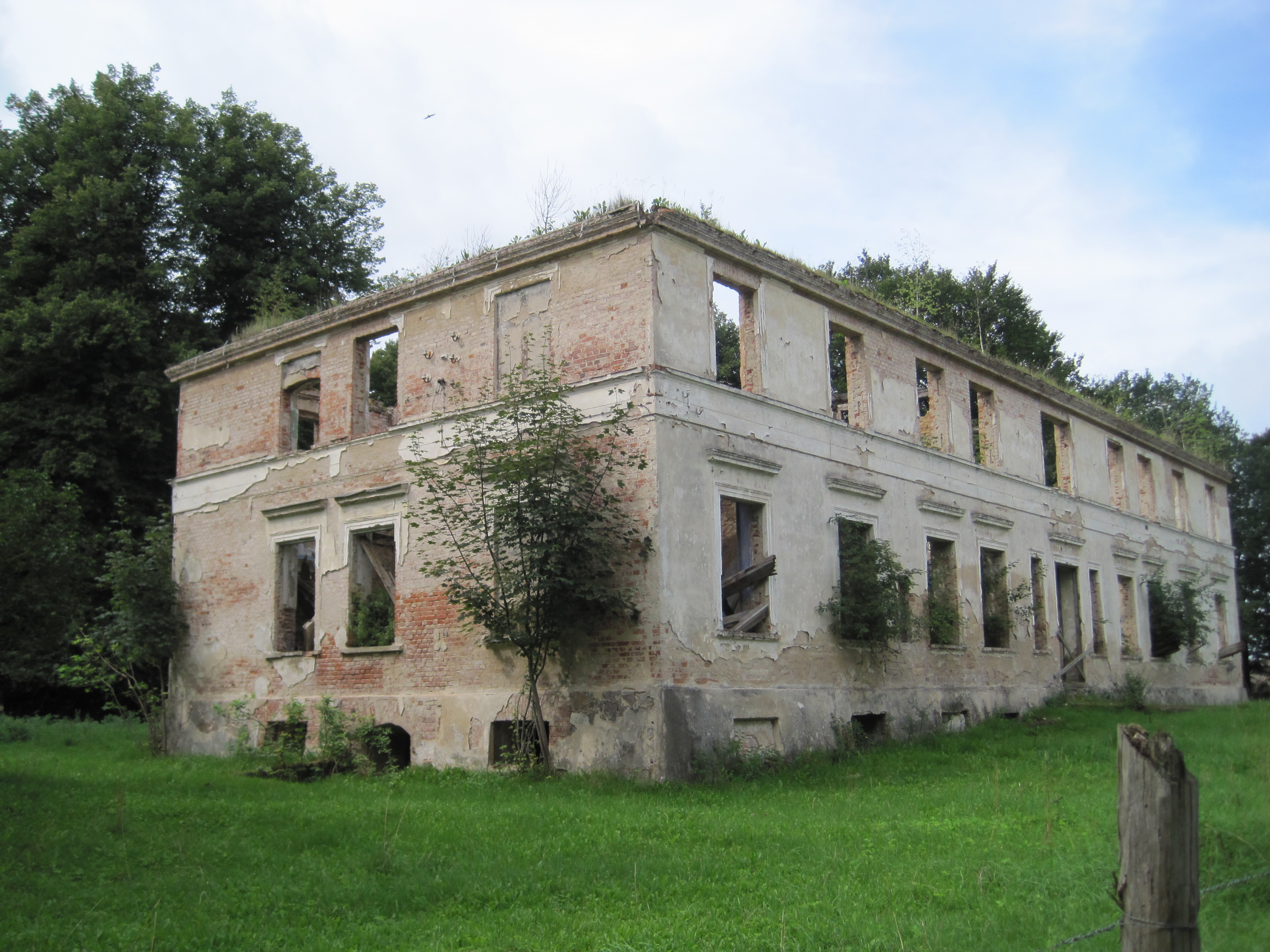
Ruine des Herrenhauses Parchow
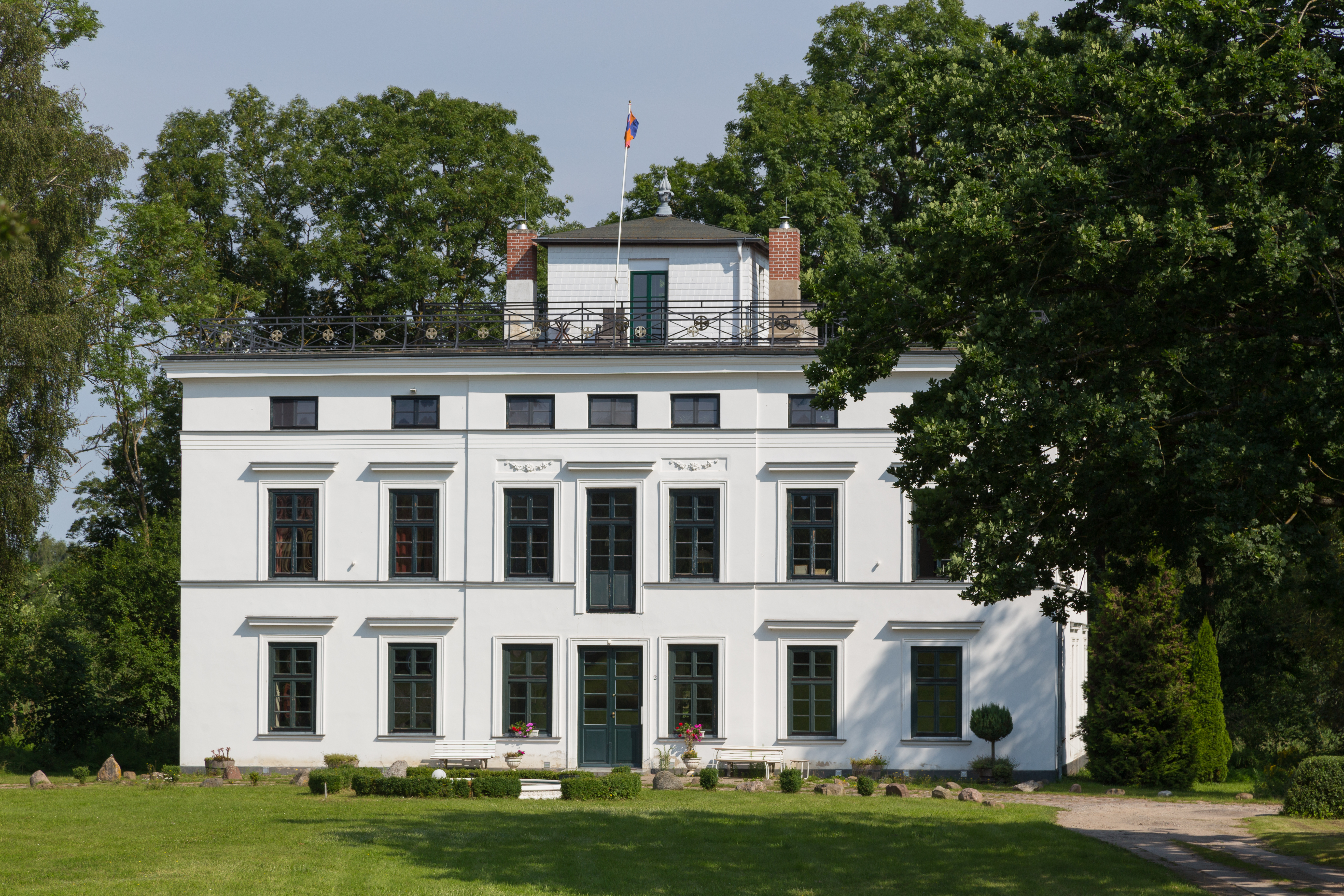
Herrenhaus Westenbrügge

## Verkehr

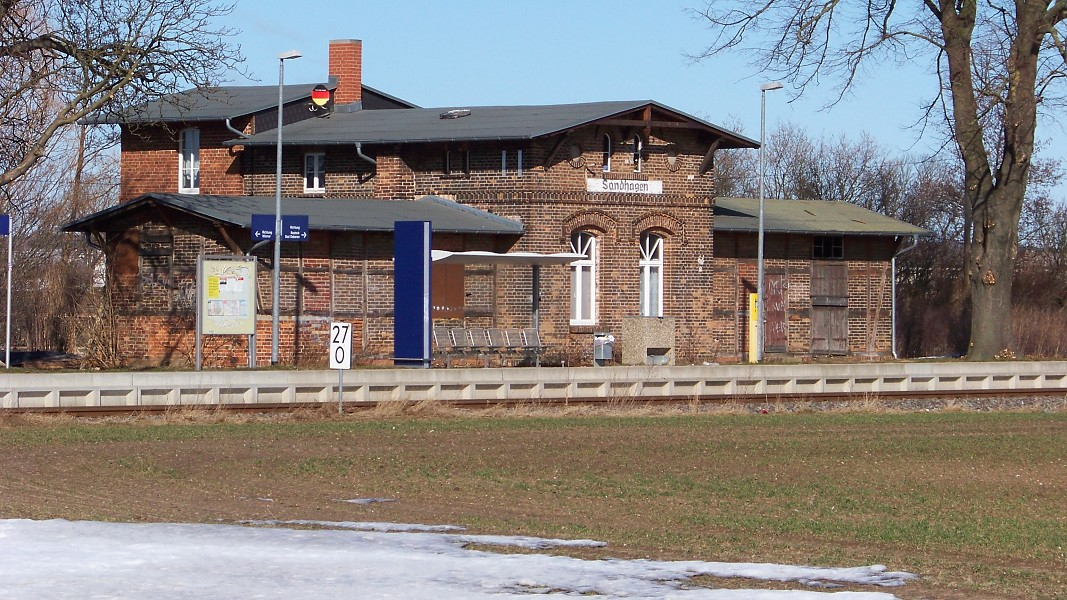
Haltepunkt Sandhagen

Durch die Gemeinde verlaufen die Bundesstraße 105 und die Bahnstrecke Wismar–Rostock mit dem Haltepunkt Sandhagen.

## Persönlichkeiten
- Adolph Friedrich Johann Riedel (1809–1872), Archivar, Historiker und Politiker, wurde am 5. Dezember 1809 in Biendorf geboren als Sohn des Pastors Johann Christian Conrad Riedel und dessen Ehefrau Amalia Maria Caroline (geb. Joergens). Er starb am 8. September 1872 in Berlin.
- Helmuth Johannes Ludwig von Moltke (1848–1916), preußischer General, Chef des Großen Generalstabes
- Heinrich Wilhelm Siedentopf (1901–1986), NS-Arzt u. Prof., heiratete 1935 in Biendorf Marie-Luise von Bodecker-Gersdorf (1914–2006)
- Klaus Schlüter (* 1939 in Jörnstorf), Politiker